# Magistrat Schwierzina
Der Magistrat Schwierzina bildete vom 30. Mai 1990 bis zum 24. Januar 1991 die Verwaltungsspitze/Landesregierung von Ost-Berlin. Es war der erste – infolge der Wende – frei gewählte Magistrat. Er wurde von Tino Schwierzina als Oberbürgermeister geführt. Am 12. Februar war der seit 1974 amtierende Oberbürgermeister Erhard Krack (SED) zurückgetreten, woraufhin für einige Tage Ingrid Pankraz das Amt kommissarisch übernahm, bevor am 27. Februar die Stadtverordnetenversammlung Christian Hartenhauer (SED) zum Oberbürgermeister des letzten SED-geführten Magistrats von Ost-Berlin wählte.
Nach der Wiedervereinigung am 3. Oktober 1990 amtierten nach Art. 16 des Einigungsvertrags bis zum 24. Januar 1991 der Magistrat Schwierzina und der Senat Momper gemeinsam (scherzhaft: „Magi-Senat“). Damit änderte sich der Status des Magistrats von einem kommunalen Organ hin zu einer Teil-Landesregierung. Nachdem sich am 11. Januar das erste auf dem gesamten Stadtgebiet gewählte Abgeordnetenhaus konstituiert hatte und Schwierzina in der gleichen Sitzung zum Vizepräsidenten wählte, führte Thomas Krüger den Magistrat bis zur Wahl des ersten Gesamtberliner Senats am 24. Januar 1991 kommissarisch.
| Oberbürgermeister                                 | Tino Schwierzina (bis 11. Januar 1991) Thomas Krüger (kommissarisch, ab 11. Januar 1991) | (1927–2003) (* 1959) | SPD SPD             |
| Stadtrat für Arbeit und Betriebe                  | Kurt Blankenhagel                                                                        | (1938–2023)          | SPD                 |
| Stadtrat für Umwelt- und Naturschutz              | Holger Brandt                                                                            | (* 1961)             | SPD                 |
| Stadtrat für Finanzen                             | Bernd Fritsche                                                                           | (* 1951)             | SPD                 |
| Stadtrat für Jugend, Familie und Sport            | Hartmut Hempel                                                                           | (* 1949)             | CDU                 |
| Stadtrat für Wissenschaft und Forschung           | Otmar Kny                                                                                | (* 1940)             | CDU                 |
| Stadtrat für Bau- und Wohnungswesen               | Eckehard Kraft                                                                           | (* 1941)             | SPD                 |
| Stadtrat für Inneres                              | Thomas Krüger                                                                            | (* 1959)             | SPD                 |
| Stadträtin für Gleichstellungsfragen              | Eva Kunz                                                                                 | (1947–2023)          | SPD                 |
| Stadtrat für Bildung                              | Dieter Pavlik                                                                            | (1935–2000)          | SPD                 |
| Stadtrat für Wirtschaft                           | Elmar Pieroth                                                                            | (1934–2018)          | CDU – Berlin (West) |
| Stadträtin für Kultur                             | Irana Rusta                                                                              | (* 1954)             | SPD                 |
| Stadtrat für Soziales                             | Wolfgang Sparing                                                                         | (* 1946)             | CDU                 |
| Stadtrat für Stadtentwicklung und Regionalplanung | Clemens Thurmann                                                                         | (* 1949)             | SPD                 |
| Stadtrat für Gesundheit                           | Christian Zippel                                                                         | (* 1942)             | CDU                 |